# 定量的構造活性相関
定量的構造活性相関(ていりょうてきこうぞうかっせいそうかん)は化学物質の構造と生物学的（薬学的あるいは毒性学的）な活性との間になりたつ量的関係のこと。これにより構造的に類似した化合物の「薬効」について予測することを目的とする。QSAR(=Quantitative Structure-Activity(またはAffinity) Relationshipの略)と呼ばれることもある。QSARを英語では「クェイサー」、日本語では「キューサー」と発音することが多い。
それに対し化学構造と物理的性質との関係を定量的構造物性相関（QSPR、Quantitative Structure-Property Relationship）という。両者は密接な関係があり方法論的にも共通する部分が多い。
コーウィン・ハンシュによって研究が始められ、1964年にハンシュと藤田稔夫が発表した方法（ハンシュ-藤田法）が代表的な方法として知られる。
方法としては、化合物の疎水性、対象とする化合物の構造を表現する数量（幾何学的構造を表す記述子、HOMOやLUMO(フロンティア軌道理論参照)のエネルギー、あるいはハメットの置換基定数、電気陰性度といった電子的記述子など）を抽出し、構造的に類似する一連の物質に関してこれら数量と活性との関係を統計学的に（回帰分析などを用い）検討する。
なお、記述子としては化合物に関するパラメタを使用しているが、基本的には薬物標的分子と化合物との相互作用を前提とした手法であり、実際に定量的構造活性相関研究の結果から薬物標的-化合物間の相互作用様式を推定するといった使用法もしばしば見られる。
計算化学の一部門であり、方法的には計算機化学ということができる。

## 関連事項
- ケモインフォマティクス
- リピンスキーの法則